# تشونغ لينغ
تشونغ لينغ هي لاعبة جمباز إيقاعي صينية، ولدت في 30 أكتوبر 1983 في قوانغشي في الصين.

## وصلات خارجية
- تشونغ لينغ على موقع الاتحاد الدولي للجمباز (licence) (الإنجليزية)
- تشونغ لينغ على موقع الاتحاد الدولي للجمباز (biography) (الإنجليزية)
- تشونغ لينغ على موقع اللجنة الأولمبية الدولية (الإنجليزية)
- تشونغ لينغ على موقع أوليمبيديا (الإنجليزية)
- تشونغ لينغ على موقع اللجنة الأولمبية الصينية (الإنجليزية)